# 쿠팡 덕평물류센터 화재
쿠팡 덕평물류센터 화재(Coupang德坪物流center火災)는 2021년 6월 대한민국 경기도 이천시 마장면 덕평리의 쿠팡 덕평물류센터에서 발생한 화재이다.

## 원인
전기 누전으로 인한 전기 화재로 추정되지만, 정확한 화재 원인은 조사 중이다. 2021년 7월 19일 화재 당시 고의로 화재 경보를 6차례 끈 관계자 4명이 입건되었다.

## 같이 보기

### 일반 주제
- 쿠팡

### 관련 사건
- 이천 물류창고 화재 (2008년 12월)
- 이천 냉동창고 화재 사고 (2008년 1월)
- 이천 물류센터 공사장 화재 (2020년)